# Pyxidanthera
Pyxidanthera är ett släkte av fjällgröneväxter. Pyxidanthera ingår i familjen fjällgröneväxter.
Kladogram enligt Catalogue of Life:
| Pyxidanthera | \| \| Pyxidanthera barbulata \| \| \| \| \| \| Pyxidanthera brevifolia \| \| \| \| |
|              | \| \| Pyxidanthera barbulata \| \| \| \| \| \| Pyxidanthera brevifolia \| \| \| \| |
|              | Berneuxia                                                                          |
|              |                                                                                    |
|              | fjällgrönor                                                                        |
|              |                                                                                    |
|              | rödrötter                                                                          |
|              |                                                                                    |
|              | Schizocodon                                                                        |
|              |                                                                                    |
|              | Shortia                                                                            |
|              |                                                                                    |
|              | Pyxidanthera barbulata                                                             |
|              |                                                                                    |
|              | Pyxidanthera brevifolia                                                            |
|              |                                                                                    |

|  | Pyxidanthera barbulata  |
|  |                         |
|  | Pyxidanthera brevifolia |
|  |                         |

## Bildgalleri

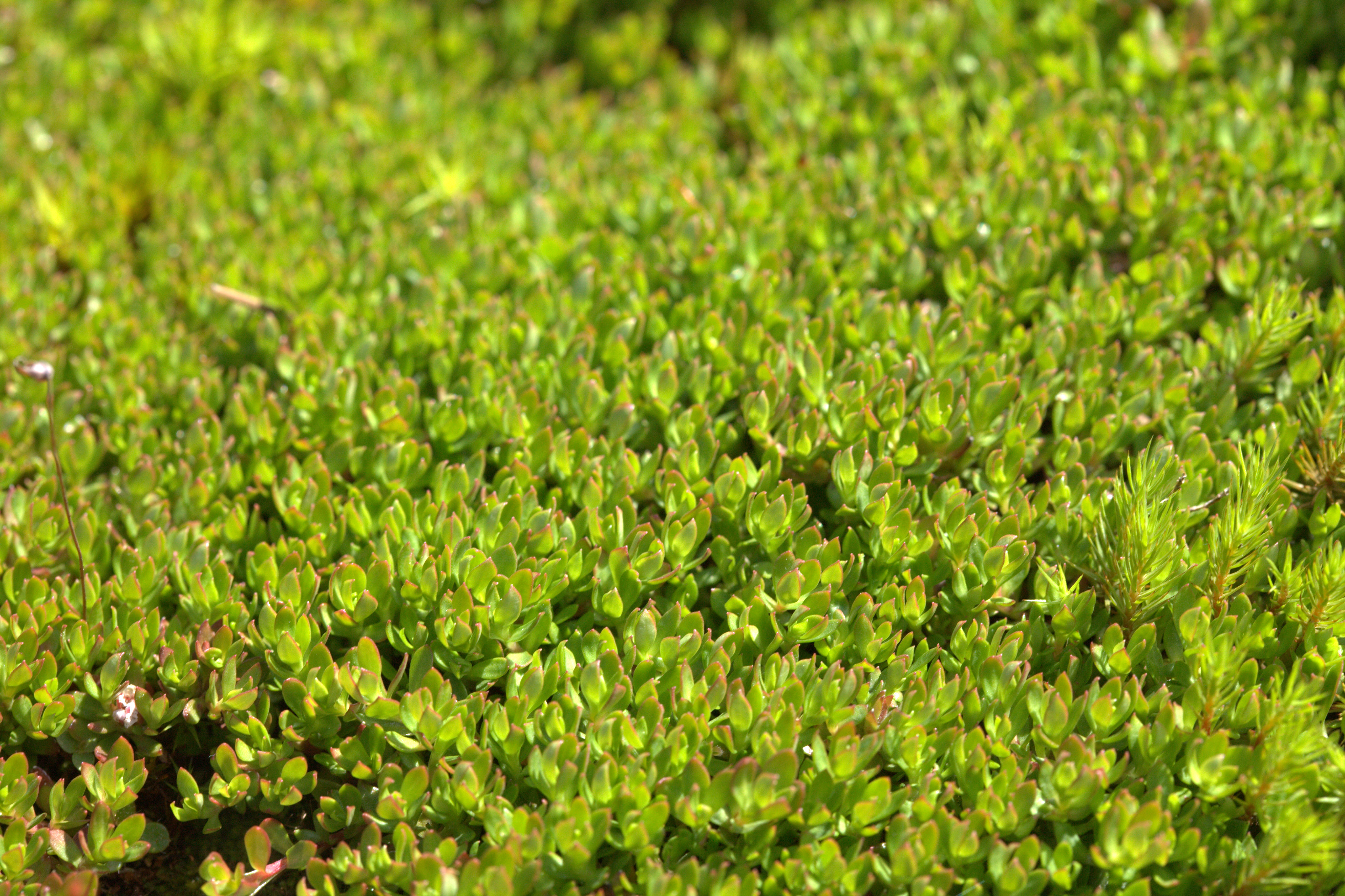